# Csang (koreai név)
A Csang (Jang) (egyéb latin betűs átírásokban Chang vagy Zang) a kilencedik leggyakoribb koreai vezetéknév, 2000-ben mintegy 919 339 dél-koreai viselte, 2015-ben pedig 1 014 229. A név a kínai eredetű Csang (Zhang) (張), Csang (Zhang) (章), Csuang (Zhuang) (莊) és Csiang (Jiang) (蔣) vezetéknevekből származik.

## Klánok
A leggyakoribb handzsa (hanja) írásjegyű Csang (Jang) vezetéknév Dél-Koreában a 張, 76 klán tagjai viselik, 2000-ben összesen 919 339 fő. A legnagyobb klán az indongi (인동), 2015-ben 666 652 fővel. A legtöbb klán a Korjo (Goryeo)-korig tudja visszavezetni a családfáját.
A 蔣 handzsa (hanja) írásjegyű családnévhez egyetlen klán tartozik, melynek székhelye Aszan (Asan)ban található. 2000-ben mintegy 17 000 főt számlált a klán, 2015-ben 21 508 főt.
A 章 írásjegyű családnévhez egyetlen klán tartozik, melynek székhelye Kocshang (Gochang) megyében van. 2000-ben 5562 főt számlált a klán.
A 莊 írásjegyű családnévhez két klán tartozik, 2000-ben összesen 648 fő viselte ezt a nevet.

## HíresCsang(Jang)ok
- Csang Donggun (Jang Dong-gun), színész
- Csang Gunszok (Jang Geun-seok), színész
- Csang Hjedzsin (Jang Hye-jin), színésznő
- Csang Nara (Jang Na-ra), színésznő
- Csang Hjok (Jang Hyeok), színész (felvett név)
- Csang Hjonszung (Jang Hyeon-seung), énekes, a Beast együttes korábbi tagja
- Csang Szungop (Jang Seung-eop) (Ovon (Owon)), festő
- Csang Szongthek (Jang Seong-taek), észak-koreai politikus és katonai vezető
- Csang Mjon (Jang Myeon), Dél-Korea 2. miniszterelnöke